# Bromansa
Bromansa je bliska neseksualna veza između dva ili više muškaraca, kao oblik homosocijalne intimnosti. 

## Poreklo imena
Bromansa je kombinacija reči bro (brat) i romansa. Dejv Karni je stvorio izraz u skejterskom magazinu Veliki brat 1990, govoreći o vezi koja se razvija između skejtera koji provode mnogo vremena zajedno.

## Karakteristike
Savremene okolnosti bromansu odvajaju od uobičajenih homosocijalnih ponašanja i istorijskih romantičnih prijateljstava. Aristotelovo klasično objašnjenje prijateljstva se često uzima kao prototip bromanse. Oko 300. pre n. e. napisao je: Pravi prijatelji su oni koji svojim prijateljima žele dobro, zato što jedan voli drugog zbog onoga što jeste, a ne zbog neke iste karakteristike. Postoji mnogo primera poznatih jakih muških prijateljstava kroz istoriju Zapada, štaviše, takve su veze bile veoma česte. U 19. veku, frojdizam i pojava vidljive homoseksualnosti govorili su heteroseksualnim muškarcima da izbegavaju iskazivanje intenzivne ljubavi.
Istraživanja prijateljstava i muškosti pokazala su da su poslednje generacije muškaraca koji su podignuti od majki feministkinja, 1970-ih, emocionalno otvorenije i izražajnije. Takođe se manje brinu da će ih proglasiti za homoseksualce, pa su otvoreniji pri istraživanju dubljih veza sa drugim muškarcima. Istraživanje obavljeno u SAD sugeriše da je trend tradicionalnog pogleda na muškost jači kod muškaraca anglo-saksonskog porekla, slabiji kod onih afričkog porekla, dok je kod hispanoamerikanaca na polovini. Takođe je otkriveno da muškarci koji strogo odobravaju tradicionalni pogled na muškost skloniji aleksitimiji (teškoći da razumeju i identifikuju osećaje).
Drugi faktor za koji se veruje da utiče na bromansu jeste taj da se muškarci venčavaju kasnije, ako se uopšte i venčaju. Prema američkom popisu 2010. prosečno godište kada se muškarac prvi put venča je 28 godina, dok je 1960. bilo 23. Takođe je otkriveno da obrazovaniji muškarci čekaju svoje tridesete da se venčaju.
Prijateljstva među muškarcima su često zasnovana na zajedničkim aktivnostima, npr. video-igre, sviranje muzičkih instrumenata, pušenje lule, logorovanje, gledanje filmova, pecanje, kampovanje i druge fizičke aktivnosti ili razgovor o osećanjima.

## Gej-strejt bromanse
Dok je izraz najčešće korišćen za heteroseksualne veze, takođe postoje i mešane, gej-strejt bromanse bez seksualne interakcije. Primeri poznatih gej-strejt bromansi (homomanse ili hobromanse) između Ronija Kroela i Bena Dikjare iz serije Make Me a Supermodel u kojoj je par nazvan Broni, veza u Survajvoru između Čarlija Heršela i Markusa Lejmana ili između Adama Lamberta i Krisa Alena u Američkom idolu, nazvana Kradam. U šouu Veliki brat 12 heteroseksualni i venčani Met Hofman i otvoreni homoseksualac Ragan Foks izjavili su da su u bromansi. Džon Barouman, otvoreni gej i bivši glumac u seriji Doktor Hu, i Dejvid Tenant jesu još jedan primer gej-strejt bromanse.